# Леннештадт
Леннештадт (нім. Lennestadt) — місто в Німеччині, знаходиться в землі Північний Рейн-Вестфалія. Підпорядковується адміністративному округу Арнсберг. Входить до складу району Ольпе.
Площа — 135,06 км2. Населення становить 25 140 ос. (станом на 31 грудня 2020).